# Miilu Lars Lund
Hans Therkil Lars Møller (přezdívaný Miilu, 7. dubna 1929, Nuuk – 27. ledna 2015) byl grónský eskymolog.

## Životopis
Miilu se narodil v roce 1929 v Nuuku pod jménem Hans Therkil Lars Møller Lund. První dvě křestní jména mu byla v roce 1970 vypuštěna. Jeho rodiče byli Peter Frederik Jørgen Kristoffer Lund (1884–1952) a Helga Marie Helene Møllerová (1896–?). Prostřednictvím jedné ze svých sester byl švagrem Auga Lyngeho (1899–1959). Byl také strýcem Kristiana Olsena (1942–2015) a Agnethe Davidsenové (1947–2007).
Navštěvoval Grónský seminář, kde se vzdělával jako katecheta a učitel. Později studoval eskymologii na Kodaňské univerzitě. V semináři působil jako učitel. Miilu byl předsedou jazykové a pravopisné komise a vedl tak práce na reformě grónského pravopisu na počátku 70. let. Přispíval do rozhlasového pořadu Aperiinnariarit (překladem Teď se jen zeptejte!). V roce 2008 vydal grónský pravopisný slovník Oqaasersiorfik - kalaallisut oqaatsit isumaat allannissaallu, v roce 2009 mu byla udělena Cena za grónskou kulturu.
Miilu zemřel počátkem roku 2015 ve věku 85 let. Na jeho počest po něm byla v roce 2019 pojmenována ulice Miilup aqqutaa, která vede k věznici Nuuk.